# Podsreda
Podsreda este o localitate din comuna Kozje, Slovenia, cu o populație de 206 locuitori.